# نبرد آرتیوم
نبرد آرِتیوم در ۲۸۴ قبل از میلاد میان جمهوری روم و تعدادی از قبایل سلت رخ داد. کنسول روم، لوسیوس کاسیلیوس مِتِلوس دِنتِر، فرماندهٔ ارتش روم بود. سلت‌ها در این نبرد به پیروزی رسیدند و پس از نابودی ارتش روم، کاسیلیوس را نیز کشتند. این نبرد راه را برای پیشروی و هجوم گستردهٔ سلت‌ها به رم گشود.